# Jay Roach
Matthew Jay Roach (født 14. juni 1957) er en amerikansk filminstruktør og producer, bedst kendt for at have instrueret Austin Powers filmene og Meet the Parents.
Roach er født og opvokset i Albuquerque i New Mexico, hvor hans far var en militær arbejdstager. Han tog eksamen i 1975 fra Eldorado High School i Albuquerque og fik sin BA grad fra Stanford University i økonomi. Han fik en MFA i filmproduktion fra University of Southern California School of Cinematic Arts i 1986. Han instruerede i 2010 filmen Dinner for Schmucks, den amerikanske genindspilning af Le Dîner de Cons, med Steve Carell og Paul Rudd i hovedrollerne. Han vendte ikke tilbage for at instruere Lille Fockers, den tredje film i Meet the Parents serien, men valgte at fungere som producer på projektet. 
Roach er gift med Susanna Hoffs fra The Bangles.

## Filmografi

### Instruktion
- Austin Powers: International Man of Mystery (1997)
- Austin Powers: The Spy Who Shagged Me (1999)
- Mystery, Alaska (1999)
- Meet the Parents (2000)
- Austin Powers in Goldmember (2002)
- Meet the Fockers (2004)
- Recount (2008) (Won EMMY award for Best Direction in a TV Mini-series or Movie)
- Dinner for Schmucks (2010)
- Game Change (2011)
- Untitled Political Comedy (TBA)

### Producing
- Meet the Parents (2000) (producer)
- Meet the Fockers (2004) (producer)
- 50 First Dates (2004) (executive producer)
- The Hitchhiker's Guide to the Galaxy (2005) (producer)
- Borat: Cultural Learnings of America for Make Benefit Glorious Nation of Kazakhstan (2006) (producer)
- Charlie Bartlett (2007) (producer)
- Recount (2008) (executive producer)
- Brüno (2009) (producer)
- Dinner for Schmucks (2010) (producer)
- Little Fockers (2010) (producer)
- Game Change (2011) (executive producer)